# Burgstall Zaisering
Der Burgstall Zaisering ist eine abgegangene mittelalterliche Höhenburg auf 467 m ü. NHN etwa 270 m südwestlich der Filialkirche St. Vitus von Zaisering, einem Gemeindeteil der Gemeinde Vogtareuth im Landkreis Rosenheim von Bayern. Er wird als Bodendenkmal unter der Aktennummer D-1-8038-0045 als „Burgstall des Mittelalters“ geführt.

## Beschreibung
Der grob quadratische Burgstall liegt auf einer Bergkante 24 m höher als der im Westen vorbeifließende Inn; heute befindet sich unterhalb im Süden des Burgstalls die Kläranlage von Zaisering. Die Ausmaße des Burgstalls betragen in West-Ost-Richtung ca. 90 m und in Nord-Süd-Richtung 60 m. Das Areal des Burgplatzes liegt heute auf einer Wiese.